# ジャンルイジ・レンティーニ
ジャンルイジ・レンティーニ（Gianluigi Lentini, 1969年3月29日 - ）は、イタリア・カルマニョーラ出身のサッカー選手。イタリア代表である。ポジションはMF、FW。

## 経歴

### クラブ
1986年にトリノFCからデビューし、1986-87シーズンと1987-88シーズンはともに11試合に出場した。1988-89シーズンには出場機会を求めてACアンコーナにレンタル移籍したが、トリノFCがセリエB（2部）に降格したため1989年夏に呼び戻された。6得点を挙げる活躍で1シーズンでのセリエA（1部）昇格に貢献し、1992年までトリノFCに在籍した。
1992年の春頃、代理人が既にミランとの仮契約にサインをしていたが、本人はミランへの移籍を何度も拒否し、契約書にサインをする当日にもキャンセルすることを考えたが、周囲の説説により、当時の移籍金世界最高額となる1300万ポンド（約30億円）でACミランに移籍した。1992-93シーズンは30試合に出場7ゴールを決めただけでなく、チームメートへのアシストも多く決め、セリエA優勝に貢献した。UEFAチャンピオンズリーグ決勝進出にも貢献、決勝でも先発したが、オリンピック・マルセイユに敗れた。
1993-94シーズン開幕を控えた、8月に自動車事故を起こし、開放骨折と眼球の損傷を負ったため、1993-94シーズン途中、コッパ・イタリアのピアチェンツァ戦で約3ヵ月振りに復帰したが、以降決して怪我の前のプレー振りに戻ることはなかった。そのシーズンのリーグ戦では、9試合に出場したのみに終わり、チャンピオンズリーグやセリエAの優勝を果たしたチームには貢献出来なかった。
1994-95シーズン後半戦、7試合で5ゴールを決めるなど、好調を維持していたが、チャンピオンズリーグ決勝のアヤックス戦では僅か5分間の出場時間、チームは0-1で敗れた。この頃から、カペッロとの諍いも起こっていた。1995-96シーズン、チームはリーグ優勝を果たしたが、出場機会を求め、このシーズン限りでミランを離れた。
1996年にはアタランタBCに移籍、比較的良いシーズンを送り、31試合に出場、4得点を挙げた。1997年、当時セリエBの古巣トリノに移籍金200万ポンドで移籍した。このシーズンの終盤、ペルージャ戦ではマルコ・マテラッツィからの酷いタックルを受けて負傷した。チームは1999-00シーズンにセリエA複帰、自身はこのシーズン、2000年4月6日のACミラン戦でセリエAでの最後の試合出場をした。チームからは監督就任のオファーを受けていたが、プレーを続けることを選択した。2001年から2004年まではエッチェッレンツァ（6部相当）のコゼンツァ・カルチョ1914に在籍し、その後も地域リーグのクラブでプレーしていた。
引退後は蜂蜜を売る商売をしている。

### 代表
1991年2月13日のベルギー戦で代表デビューを果たした。1992年2月19日のサンマリノ戦で代表初得点を挙げた。
1994 FIFAワールドカップに向けた、イタリア代表の主要メンバーの一人になりつつあったことから、アリゴ・サッキ代表監督は、怪我後の様態を定期的に尋ねる電話をかけていたが、コンディションは戻らず、ワールドカップへの出場を逃した。1996年11月、ボスニア・ヘルツェゴビナ戦で代表復帰したが、その試合が代表ラストゲームになった。

## タイトル
トリノFC
- セリエB：2回 (1989-90, 2000-01)
- ミトローパ・カップ：1回 (1991)

ACミラン
- セリエA：3回 (1992-93, 1993-94, 1995-96)
- スーペルコッパ・イタリアーナ：3回 (1992, 1993, 1994)
- UEFAチャンピオンズリーグ：1回 (1993-94)
- UEFAスーパーカップ：1回 (1994)